# La Guerre éternelle (bande dessinée)
Pour le roman, voir La Guerre éternelle.
La Guerre éternelle est une série de bande dessinée de science-fiction adaptée du roman éponyme de Joe Haldeman. L'adaptation est réalisée par Marvano. Elle paraît en trois volumes à partir de 1988 chez Dupuis. Elle est suivie de Libre à jamais.

## Synopsis
En 2010, un vaisseau de colonisation vient d'être abattu dans la constellation du Taureau. Pour l'humanité, c'est inquiétant, et c'est pourquoi l'A.E.N.U., l'Armée d'exploration des Nations unies, vient d'être créée. Le soldat William Mandella appartient à cette élite militaire qui va tenter le premier contact avec les Taurans. Pour cela, la section doit suivre un entraînement rigoureux, sur Terre, puis sur Charon, la planète glaciale d'un système proche. Ils se rendent, en effectuant des sauts collapsars (technologie de voyage instantané imaginée dans le roman de science-fiction intitulée La Guerre éternelle) entre des soleils éteints, dans la constellation du Taureau, sur la planète Aleph, qui paraît être un avant-poste Tauran. Selon un vieil adage terrien, la meilleure défense, c'est l'attaque…

## Albums
- 1 Soldat Mandella 2010/2020, Dupuis, Aire libre, Marcinelle, novembre 1988
Scénario : Joe Haldeman - Dessin : Marvano - Couleurs : Bruno Marchand -  (ISBN 2-8001-1629-3)
- 2 Lieutenant Mandella 2020/2203, Dupuis, Aire libre, Marcinelle, juin 1989
Scénario : Joe Haldeman - Dessin : Marvano - Couleurs : Bruno Marchand -  (ISBN 2-8001-1664-1)
- 3 Major Mandella 2203/3177, Dupuis, Aire libre, Marcinelle, novembre 1989
Scénario : Joe Haldeman - Dessin : Marvano - Couleurs : Bruno Marchand -  (ISBN 2-8001-1703-6)

## Analyse
À travers cette fiction « terrifiante et lucide », Joe Haldeman entend dénoncer « l'agressivité humaine, l'horreur guerrière ».